# Mentha atrolilacina
Mentha atrolilacina — вид губоцвітих рослин родини глухокропивових. Етимологія: від лат. atrolilacinus — «темно-бузковий», маючи на увазі темне бузкове забарвлення часточок віночка.

## Опис
Трав'яниста рослина до ≈ 55 см заввишки; стебло і гілки помірно волосисті. Листки ароматні при подрібненні, пластинка від яйцюватої до широко-яйцюватої, 6–11 × 5–10 мм, дрібно волосаті, помірно залозисті, верхівка тупа, краї цілі; ніжка листка довжиною 0.8–1.5 мм, струнка, коротко волосиста. Суцвіття 3- або 4-квіткові в дистальних пазухах листків. Чашечка довжиною 3.3–3.5 мм, зовнішня поверхня волосиста, від середньо-зеленого до бордового кольору, внутрішня поверхня гола; часточки трикутні, верхівки ± загострені. Віночок темно-бузковий, довжиною 3–3.5 мм; трубка ≈ 2 мм завдовжки. Тичинкові нитки блідо-бузкові; пиляки від синьо-лілового до блідо-коричневого забарвлення.

## Поширення
Ендемік південної Австралії, штату Південна Австралія.
Зростає в лісистій місцевості з пануванням Eucalyptus  ovata.